# Temnocerus sibiricus
Temnocerus (Temnocerus) sibiricus – gatunek chrząszcza z rodziny tutkarzowatych i podrodziny Rhynchitinae.
Gatunek ten został opisany w 2006 roku przez A. A. Legalova.
Chrząszcz o ciele długości od 2,5 do 2,7 mm u samców i od 2,7 do 3,1 mm u samic. Ubarwiony czarno z ciemnoniebieskim połyskiem i rzadko rozmieszczonymi krótkimi szczecinkami. Ryjek samców krótszy niż samic; jego wierzchołkowa ⅓ jest gładka, reszta rzadko punktowana. Przód głowy wypukły i z rzadziej rozmieszczonymi punktami niż u T. nanus. Czułki długie, osadzone u samców przed środkiem długości ryjka, u samic bliżej nasady. Wydłużone, głęboko rowkowane pokrywy są najszersze za środkiem długości. Golenie przednich odnóży smukłe i długie. Edeagus krótszy niż u T. japonicus, szerszy i silniej ku szczytowi zwężony niż u T. nanus, a duże szczecinki na tegumenie dłuższe niż u tego ostatniego gatunku.
Owad znany wyłącznie z rosyjskich: Tuwy i rejonu boguczańskiego w Kraju Krasnojarskim.